# Pindray
Pindray település Franciaországban, Vienne megyében. Lakosainak száma 248 fő (2022. január 1.). Pindray Chapelle-Viviers, Jouhet, Leignes-sur-Fontaine, Montmorillon és Sillars községekkel határos.

## Népesség
A település népességének változása:
| Lakosok száma | 264  | 261  | 265  | 254  | 251  | 248  | 246  | 243  | 248  |
|               | 2013 | 2015 | 2016 | 2017 | 2018 | 2019 | 2020 | 2021 | 2022 |